# Działko NR-23
NR-23 (ros. НР–23 od Nudelman-Richter, oznaczenie fabr. 150П) – radzieckie automatyczne działko lotnicze kalibru 23 mm, szeroko używane jako uzbrojenie strzeleckie samolotów radzieckich i państw Układu Warszawskiego. 

## Historia
Działko skonstruowane przez A. E. Nudelmana i A.A. Richtera zostało wprowadzone do uzbrojenia w 1949 roku, zastępując konstruowane podczas II wojny światowej działka NS-23 i WJa.
NR-23 było jednolufowym działkiem kalibru 23 mm przeładowywanym energią krótkiego odrzutu lufy. Mechanicznie konstrukcja ta była podobna do wcześniejszego NS-23, ale wprowadzone usprawnienia umożliwiły zwiększenie jego szybkostrzelności o 50%. Teoretycznie szybkostrzelność działka NR-23 wynosiła 850 strzałów na minutę, ale testy przechwyconej przez amerykańskie Siły Powietrzne egzemplarzy broni wykazały, że osiąga ona wartość tylko 650 strzałów na minutę.
W Chińskiej Republice Ludowej produkowano kopię działka oznaczoną jako Typ 23-1.
Działko NR-23 stanowiło uzbrojenie myśliwców MiG-15, Ła-15, MiG-17 i niektórych egzemplarzy MiG-19. 
Biorąc pod uwagę skalę zastosowania działka NR-23 można stwierdzić, że było ono najszerzej stosowanym ówcześnie typem działka lotniczego. W połowie lat 60. siły zbrojne Związku Radzieckiego zastąpiły je nowym dwulufowym działkiem GSz-23.
Poprzez powiększenie mechanizmu działka NR-23 skonstruowano potężniejsze działko NR-30, które stało się podstawowym uzbrojeniem strzeleckim myśliwców MiG-19 i niektórych egzemplarzy MiG-21.
Planowano również instalowanie działek tego typu na bojowych stacjach kosmicznych Ałmaz.